# Condado de Brewster
O Condado de Brewster é um dos 254 condados do estado norte-americano do Texas. A sede do condado é Alpine, e sua maior cidade é Alpine.
O condado possui uma área de 16 039 km² (dos quais 0 km² estão cobertos por água), uma população de 8 866 habitantes, e uma densidade populacional de 0,5 hab/km² (segundo o censo nacional de 2000).
O condado foi criado em 1887. É o maior condado do Texas, em extensão territorial.